# Graphonema achaeta
Graphonema achaeta är en rundmaskart som beskrevs av Platonova 1971. Graphonema achaeta ingår i släktet Graphonema och familjen Chromadoridae. Inga underarter finns listade i Catalogue of Life.